# Pałanki
Pałanki (Phalangerinae) – podrodzina ssaków z rodziny pałankowatych (Phalangeridae).

## Zasięg występowania
Podrodzina obejmuje gatunki występujące na wyspach należących do Indonezji, na Nowej Gwinei i w Australii.

## Systematyka

### Podział systematyczny
Do podrodziny należą następujące rodzaje:
- Phalanger Storr, 1780 – pałanka
- Spilocuscus J.E. Gray, 1862 – kuskus